# Miekojärvi
Der Miekojärvi ist ein See im Westen der finnischen Landschaft Lappland.
Der 53,34 km² große See wird vom Tengeliönjoki am südlichen Seeende entwässert.
Der Miekojärvi liegt auf einer Höhe von 76,9 m.
Die maximale Tiefe liegt bei 22,84 m.
Die größte Insel im See ist Vaarasaari mit einer Fläche von 843 ha.
Der Miekojärvi hat ein Einzugsgebiet von 2132 km².
Einen wichtigen Zufluss bildet der Abfluss des östlich benachbarten Sees Iso-Vietonen.
Hier liegt das 1954 erbaute Kaaranneskoski-Wasserkraftwerk, das von Pohjolan Voima betrieben wird und eine installierte Leistung von 3 MW und eine Fallhöhe von 16 m aufweist.
Vom westlich gelegenen 220 m hoch gelegenen Berg Pieskänjupukka überblickt man den ganzen See.